# Sankt Martin im Innkreis
Sankt Martin im Innkreis è un comune austriaco di 1 978 abitanti nel distretto di Ried im Innkreis, in Alta Austria; ha lo status di comune mercato (Marktgemeinde).